# Terre humaine (série télévisée)
Pour les articles homonymes, voir Terre humaine.
Terre humaine est un téléroman québécois en 229 épisodes de 25 minutes scénarisée par Mia Riddez-Morisset et diffusé entre le 18 septembre 1978 et le 4 juin 1984 à la Télévision de Radio-Canada.

## Synopsis
Ce téléroman présente les péripéties de la famille Jacquemin, qui est composée de Léandre Jacquemin qu'on surnomme « Pépère », son fils Antoine et son épouse Jeanne et leurs huit enfants et leurs familles. Ils demeurent sur une terre qu'ils cultivent de façon moderne dans le village de Sainte-Marie-des-Anges (fortement inspiré de la municipalité de Saint-Ambroise-de-Kildare), près de Joliette dans la région de Lanaudière.
Berthe et son mari Laurent Dantin s'occupent de la boulangerie du village. Ils vivront des difficultés familiales et dans leur couple. Violence, adultère, alcool et la maladie d'un enfant terniront leur bonheur. Ils finissent par divorcer.
Joseph, l'aîné des fils Jacquemin, est vétérinaire. D'abord laissé par sa femme qui est partie vivre en Floride chez ses parents avec leurs deux enfants, celle-ci reviendra. Ils reprendront une vie de famille harmonieuse.
Pierrette, la psychologue et religieuse, aidera parfois ses parents.
Jean-François Jacquemin, celui à qui l'on destinait la succession sur la terre paternelle, connaîtra une fin tragique lors d'un voyage de chasse. Son épouse Elizabeth donnera naissance à un fils après sa mort et le souvenir de Jean-François la hantera longtemps. Jean-François risquera de mettre en péril son mariage en courant après Isabelle Dantin, sœur de Laurent. Elizabeth refera sa vie avec Hugues.
Martin, le plus jeune fils, aura de la difficulté à se prendre en mains et causera bien des soucis à ses parents et à Pépère. Volage et paresseux, il deviendra plus tard un mécanicien sérieux et un mari dévoué.
Annick, la plus jeune de la famille et la préférée de Pépère, « sa petite fleur » ou encore «petite fleur bleue » .Pépère dit souvent qu’elle ressemble à sa grand-mère décédée Rosabelle. Annick vivra plusieurs événements tragiques (des amours difficiles avec Marcel Dutilly, un enlèvement, la naissance d'un enfant atteint de fibrose kystique), mais grâce à l'amour de son cousin adoptif, Michel, elle connaîtra un bonheur simple et heureux. Michel subira un choc lorsqu'il apprendra qu'il n'est pas le fils naturel de Jonas et Éléonore.
On croise rapidement Madeleine, l’autre fille des Jacquemin dont le mari élève des abeilles. Le quatrième fils, Georges, n'apparaît pas dans la série.
Plusieurs personnages graviteront autour de ce clan familial, dont les deux frères d'Antoine, Jonas et sa femme Éléonore (parents adoptifs de Michel et Lina) et Réal, qui est prêtre. Réal sombrera dans l'alcool et la drogue à la suite d'une mauvaise expérience survenue en Afrique. Il réussira à s'en sortir grâce à sa famille.
Tante Matou, vieille fille et sœur de Jeanne qui connaîtra une histoire d'amour inattendue avec le nouveau boulanger, Hector Bastarache.
Frédéric Jacquemin, le cousin d'Antoine, qui vivra lui aussi, plusieurs aventures. Il va se marier avec Josée Dubreuil qui aidera son fils François à s'adapter à sa nouvelle vie.
Bref, Terre humaine nous présentait une histoire agréable et simple et des personnages plus qu'attachants.

## Fiche technique
- Scénarisation : Mia Riddez-Morisset
- Réalisation : Geneviève Houle, Jean-Paul Leclerc, Lucile Leduc, Gilles Perron [2], Hélène Roberge, Yvon Trudel, René Verne, Louis Bédard
- Société de production : Société Radio-Canada

## Distribution
- Guy Provost : Antoine Jacquemin
- Marjolaine Hébert : Jeanne Jacquemin
- Jean Duceppe : Léandre Jacquemin
- Raymond Legault : Jean-François Jacquemin
- Sylvie Léonard : Annick Jacquemin
- Jean-Jacques Desjardins : Martin Jacquemin
- Dorothée Berryman : Berthe Dantin
- Denyse Chartier : Élisabeth Demaison
- Alain Gélinas : Michel Jacquemin
- Serge Turgeon : Laurent Dantin
- Louis De Santis : Jonas Jacquemin
- Jacqueline Plouffe : Éléonore Jacquemin
- Aubert Pallascio : Frédéric Jacquemin
- Élizabeth Chouvalidzé : Josée Dubreuil
- Reine France : Marthe Parrot (Tante Matou)
- Edgar Fruitier : Hector Bastarache
- Françoise Graton : Stéphanie Dubreuil
- Sita Riddez : Simone Dubreuil
- Yves Massicotte : Ovila Demaison
- Janine Fluet : Orise Demaison
- Denis Mercier : Hugues Lacroix
- Suzanne Léveillé : Mireille Dutilly
- Madeleine Sicotte : Carmelle Dutilly
- Marthe Choquette : Pauline Landry, la soeur de Jeanne Jacquemin
- Diane Charbonneau : Corinne Prieur
- Mimi D'Estée : Marguerite Lacoursière
- Alain Charbonneau : Joseph Jacquemin
- Danielle Schneider : Jocelyne Jacquemin
- Suzanne Marier : soeur Pierrette Jacquemin
- Julien Bessette : Père Réal Jacquemin
- Yvan Benoît : Robin Laroche
- Yves Allaire : Rolland
- Yolande Binet : Alice Landry, grand-mère naturelle de Michel Jacquemin
- Denis Bouchard : Pit, ravisseur d'Annick
- Paul E. Boutet : Paul Boutet
- Rachel Cailhier : Gervaise Cadieux
- René Caron : Jacques Quirion, maréchal-ferrant
- Francine Caron-Panaccio : Lise de Carufel
- Marie-Josée Caya : Julie Coallier
- Jean-Raymond Châles : Gilles Coallier
- Jacinthe Chaussé : Madeleine Sanderson
- Liliane Clune : Lucie Goyette, voisine, témoin de l'enlèvement d'Annick
- Gilbert Comtois : Paulo Lacasse, patron de Gérard Morency
- Rolland D'Amour : Hilaire Jacquemin, père de Frédéric et neveu de Léandre
- Larry Michel Demers : Rod Bélisle, ravisseur d'Annick
- Jean-Luc Denis : Bercy, ravisseur d'Annick
- Jean Deschênes : Éric Belval
- Yves Desgagnés : Raymond Gaudette
- Robert Desroches : Louis de Carufel
- Claude Desrosiers : Philippe Demaison
- Paul Dion : Gérald Morency
- Anne-Marie Ducharme : Gisèle Gervais, mère d'Alice Landry
- Yvan Ducharme : Jean-Guy Roy
- Lisette Dufour : Lina Jacquemin
- Ghyslain Filion : Daniel Bertrand, fils de Stéphanie Dubreuil
- Jacques Fortier : Georges
- Louiselle Fortier : Jocelyne, voisine du lieu de l'enlèvement d'Annick
- Ronald France : Dr Turgeon, médecin de l'abbé Jacquemin
- Sébastien Frappier : François Jacquemin, fils adoptif de Frédéric
- J. Léo Gagnon : René Parrot
- Pat Gagnon : Maurice Gélinas
- Benjamin Gauthier : Jean-François Jacquemin, fils
- Marcel Gauthier : Marcel Dutilly
- Annette Garant : Nathalie
- Paul Gauthier : Yves Larin
- Gérald Gilbert : Patrick Gignac
- Luc Gingras : Raymond Bellemare
- Marcel Girard : Dr Lemay
- Renée Girard : Thérèse Parrot
- Sylvie Gosselin : Lysiane Bastarache
- Blaise Gouin : Adélard Rancourt
- Claude Grisé : Dr Marois, psychiatre de l'abbé Jacquemin
- Réjean Guénette : Benoît Proulx
- Roger Guertin : Bertrand Rioux
- Roseline Hoffman : Béatrice Giria, amie française de Michel
- Laurent Imbault : Philippe
- Ian Ireland : Thomas Sanderson
- Roland Jetté : Gervais
- Olivier Landry : Fils d'Anne Biron
- Serge Lasalle : Hermas Dehoux
- Jean-Guy Latour : Marcelin Ménard
- Marc Legault : Roger Bertrand, mari de Stéphanie Dubreuil
- Yvon Leroux : Arthur Chrétien
- Jean-François Lesage : Rolland Longtin
- Jean-Pierre Légaré : Henri, employé du bar et officiant du mariage de Frédéric et Josée
- Michelle Léger : Anne Biron
- Jacques L'Heureux : Pierre Jolivet
- Angélique Martel : Agnès Sanderson
- Walter Massey : Dr O'Neil
- Jean-Pierre Masson : André « Ti-Dré » Fafard
- Louise Matteau : Ève-Marie Dubois, amie de Véronique
- René Migliaccio : Guy Guimond et pompier (épisode 40)
- Denise Morelle : Gertrude Jacquemin, mère de Frédéric
- Rock Ménard : M. Lalancette
- Gilles Normand : Sergent Beaurivage
- Lucille Papineau : Anne-Marie Chrétien
- Gérard Paradis : Réjean Dubreuil
- Jean-Louis Paris : Curé Maillet
- Chantal Perrier : Catherine
- Louise Portal : Isabelle Dantin
- Gilles Quenneville : Olivier
- Claude Ravenel : Adrien Dupras
- José Rettino : Vidal Thérien
- Jean Ricard : Sergent Durivage, enlèvement d'Annick
- Annick Robitaille et Marie Caron : Hélène Dantin
- Carole Chatel : Anita Lopez, mère naturelle de François Jacquemin
- Stéphanie Robitaille et Caroline St-Onge : Nathalie Dantin
- Anne-Marie Rocher : Véronique Roy, fille de Jean-Guy
- Dominique Roy : Madeleine L'Heureux, amie de Véronique
- Diane St-Onge : Éléonore Jacquemin, jeune
- Jacques Tourangeau : Jacques Riopel
- Johanne Tremblay : Annette
- Béatrix Van Til : Marie-Mélie Chrétien
- Robert Toupin : Jean-Louis Laverdière
- Richard Thériault : Marc Biron
- Michel Bergeron : Marc Préville
- Sylvain Dupuis : Kevin Jacquemin
- Joannie Lalancette : Bénédicte Jacquemin
- Guillaume Richard : Sylvain Demaison
- Sébastien Richard : Raphaël Demaison
- Sylvie Beauregard : Sophie Dutilly
- Olivier Vadnais : Marc-Antoine Biron
- Roland Chenail : Dr René Boudrias
- Andrée Champagne : Éliane Boudrias
- Gwladys Breault Joseph : Gwladys, fille de Véronique
- Marc Picard : Policier
- Pierre Gobeil : Me Marcel Cantin
- Pascal Rollin : Régis de Vercor
- Monique Joly : Suzanne Riopel
- Robert Bouchard : Agriculteur
- Claude Desjardins : Constant Soucy et équipe de l'érablière
- Yvan Canuel : Syndic de Laurent Dantin
- Jean-Guy Bouchard : Policier, arrestation de Laurent Dantin

et aussi :
- Catherine et Alexandre Legault : Les jumeaux Dantin
- André Lemieux : policier (épisodes 40-55)
- Maurice Duquette : policier (épisode 40)
- Robert Grégoire : pompier (épisode 40)
- Fernard Carrier : pompier (épisode 40)
- Alcidas Dufort : Pompier (épisode 40)
- Lionel Michaud : Pompier (épisode 40)
- Marcel Dupuis : Pompier (épisode 40)
- Claude Prégent : Sergent
- André Perreault : équipe de l'érablière
- André Miron : équipe de l'érablière
- Jacques Morin : livreur de la table de ping-pong
- André De Repentigny : Patron du bar
- Serge Champagne : garçon du bar
- Jean-René Ouellet : Christian Cantin
- Claude Préfontaine : Dr Marino, médecin de Bénédicte
- Christine Landry : garde-malade
- Annie Saey : la petite Lili
- Lucille Lavoie : physiothérapeute
- Marie-Eve Lavoie : Marie-Ève
- Alpha Boucher : Armand Paradis, contremaître à la cimenterie
- Gilles Pelletier : son propre rôle
- Isabelle Maréchal : Sylvie
- Sophie Stanké : la serveuse du restaurant
- Hugo Poulin : Jean-François Jacquemin, enfant de Élisabeth Demaison-Jacquemin à l'âge de 2-6 mois
- Bertrand Gagnon : Policier enquêteur
- Fabien Bourdage : figurant dans un champ
- Michel Bergeron : premier rôle Marc Préville